# Panajachel
Panajachel är en kommunhuvudort i Guatemala.   Den ligger i departementet Departamento de Sololá, i den sydvästra delen av landet, 70 km väster om huvudstaden Guatemala City. Panajachel ligger 1 572 meter över havet och antalet invånare är 12 863. Den ligger vid sjön Lago de Atitlán.
Terrängen runt Panajachel är varierad. Panajachel ligger nere i en dal. Runt Panajachel är det ganska tätbefolkat, med 199 invånare per kvadratkilometer. Närmaste större samhälle är Sololá, 5,6 km nordväst om Panajachel. 